# Kuźnica Głogowska
Kuźnica Głogowska – wieś w Polsce, położona w województwie lubuskim, w powiecie wschowskim, w gminie Sława.
W latach 1975–1998 miejscowość administracyjnie należała do województwa zielonogórskiego.

## Integralne części wsi
| SIMC    | Nazwa       | Rodzaj     |
| ------- | ----------- | ---------- |
| 0913829 | Głuchów     | przysiółek |
| 0913835 | Myszyniec   | przysiółek |
| 0913841 | Tarnówek    | przysiółek |
| 0913858 | Zwierzyniec | przysiółek |

## Zabytki
Do wojewódzkiego rejestru zabytków wpisany jest młyn wodny z XVIII/XIX wieku.